# ديفيد بروس (لاعب هوكي جليد)
ديفيد بروس هو لاعب هوكي جليد كندي، ولد في 7 أكتوبر 1964 في ثاندر باي في كندا.

## وصلات خارجية
- ديفيد بروس على موقع دوري الهوكي الوطني (الإنجليزية)
- ديفيد بروس على موقع EliteProspects.com (الإنجليزية)
- ديفيد بروس على موقع HockeyDB.com (الإنجليزية)
- ديفيد بروس على موقع Hockey-Reference.com (الإنجليزية)